# Zalaba
Zalaba – wieś (obec) na Słowacji położona w kraju nitrzańskim, w powiecie Levice. Pierwsze wzmianki o miejscowości pochodzą z roku 1349. 
Według danych z dnia 31 grudnia 2012, wieś zamieszkiwało 186 osób, w tym 79 kobiet i 107 mężczyzn.
W 2001 roku pod względem narodowości i przynależności etnicznej 14,12% mieszkańców stanowili Słowacy, a 85,88% Węgrzy.
Ze względu na wyznawaną religię struktura mieszkańców kształtowała się w 2001 roku następująco:
- Katolicy rzymscy – 49,72%
- Ewangelicy – 2,26%
- Ateiści – 14,12%